# Jacques Villon
Gaston Emile Duchamp, mais conhecido como Jacques Villon (Damville, 31 de julho de 1875 — Puteaux, 9 de junho de 1963), foi um pintor e ilustrador francês do Cubismo.

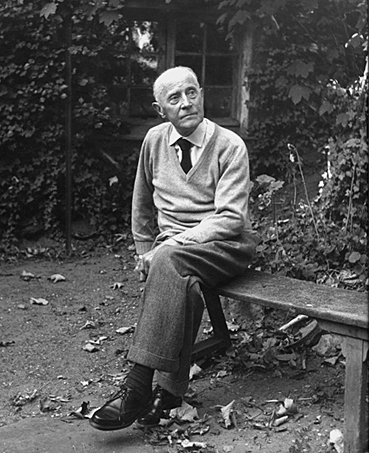
Jacques Villon

## Biografia
Jacques Villon, que adotou seu pseudônimo somente em 1895 (em homenagem ao poeta medieval francês François Villon), era o primogênito do casal Eugéne Duchamp e Marie-Caroline-Lucie Nicolle. Villon é irmão do também pintor Marcel Duchamp, do escultor Raymond Duchamp-Villon e da pintora Suzanne Duchamp-Crotti.
Teve suas primeiras aulas de arte com seu avô materno, Emile Nicolle, o qual era comerciante e artista ao mesmo tempo. Em 1984, mudou-se com seu irmão Raymond para Montmartre, bairro da cidade de Paris. Estudou Direito na Universidade de Paris, mas abandonou os estudos durante o natal de 1895 (quando adotou o pseudônimo) para se dedicar integralmente à prática do desenho e da pintura.
A partir de 1897 começou a produzir ilustrações e charges para periódicos humorísticos de Paris que satirizavam a religião, o exército e tantos outros bastiões da moral conservadora da época. Em 1903, ajudou a organizar a seção de desenhos do primeiro Salon d'Automne. Durante os dois anos seguintes, estudou arte na Académie Julian. Mudou-se em 1906 para Puteaux, no subúrbio de Paris.
Durante a Primeira Guerra Mundial trabalhou como cartógrafo para o exército. Sua obra pictórica encontra suas raízes no Cubismo.
Em 1913, Villon criou sete grandes pontos secos nos quais as formas se dividem em planos piramidais sombreados. Naquele ano, ele expôs no Armory Show em Nova York, ajudando a apresentar a arte moderna europeia aos Estados Unidos. Suas obras tornaram-se populares e todas as suas obras foram vendidas. A partir daí, sua reputação se expandiu tanto que na década de 1930 ele era mais conhecido nos Estados Unidos do que na Europa.

## Mercado de arte
Em maio de 2004, uma pintura a óleo de Villon datada de 1913 intitulada L'Acrobate e medindo 39 ¼ por 28 ¼ polegadas foi vendida na Sotheby's por $ 1 296 000 (dólares americanos).